# Atalanta Bergamo
Atalanta Bergamasca Calcio, kurz Atalanta B.C. und im deutschsprachigen Raum auch bekannt als Atalanta Bergamo, ist ein 1907 gegründeter italienischer Fußballverein aus der lombardischen Stadt Bergamo.
Die größten Erfolge des Vereins, der auch unter den Spitznamen La Dea (deutsch „Die Göttin“), Gli Orobici (deutsch „Die Bergamasken“) oder I Nerazzurri (deutsch „Die Schwarz-Blauen“) bekannt ist, sind der Gewinn der Coppa Italia 1962/63 und der UEFA Europa League 2023/24.
Die Heimspielstätte ist das Stadio di Bergamo, welches Platz für rund 25.000 Zuschauer bietet.

## Geschichte

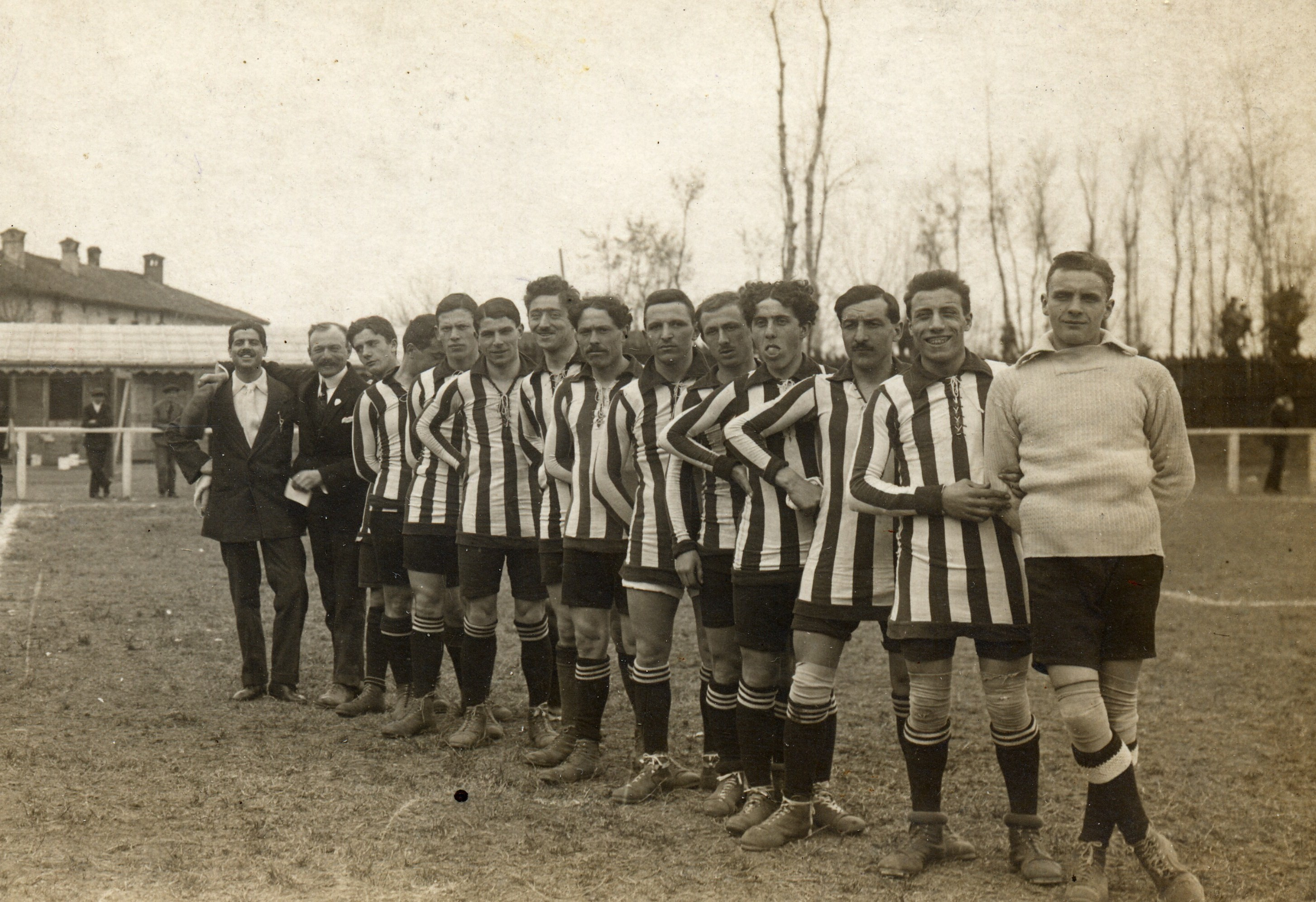
Mannschaft der Saison 1913/14

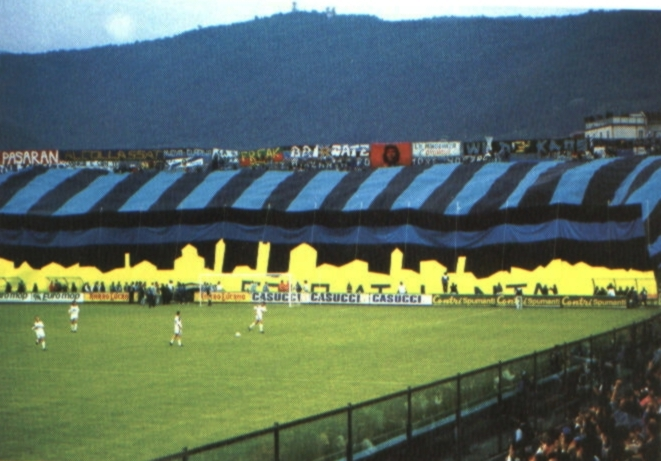
Choreografie der Curva Nord vor dem Finalspiel der Coppa Italia 1995/96

Atalanta Bergamo wurde im Oktober 1907 als Società Bergamasca di Ginnastica e Sport Atletici „Atalanta“ gegründet und ging in seiner heutigen Form aus einer Zusammenlegung mit Società Bergamasca di Ginnastica e Scherma im Jahr 1920 hervor. Er nannte sich fortan Atalanta Bergamasca di Ginnastica e Scherma, wurde 1945 jedoch wieder in seinen noch heute gültigen Namen Atalanta Bergamasca Calcio umbenannt. International ist der Verein allerdings allgemein unter der Kurzform Atalanta Bergamo bekannt. Der Verein ist nach Atalante, einer Figur der griechischen Mythologie benannt.

Logo von Atalanta Bergamo zwischen 1965 und 1975

Obwohl Atalanta Bergamo in seiner Vereinsgeschichte überwiegend der Serie A, Italiens höchster Fußball-Liga, angehörte, blieb dem Klub aus der Lombardei die italienische Meisterschaft bis heute verwehrt. Die Mannschaft zählt daher das Jahr 2019, in dem sie die Serie A mit Platz drei abschlossen, nun zum erfolgreichsten Meisterschaftsjahr. Der einzige nationale Vereinserfolg ist der Gewinn des italienischen Pokals aus dem Jahr 1963 (3:1 gegen die AC Turin), dessen Wiederholung sie in den Jahren 1987 (gegen die SSC Neapel), 1996 (gegen die AC Florenz) und 2019 (gegen Lazio Rom) jeweils knapp durch eine Finalniederlage verpassten.
Größte internationale Erfolge bisher sind der Gewinn der UEFA Europa League 2023/24 gegen Bayer 04 Leverkusen, sowie das Erreichen des Halbfinales im Europapokal der Pokalsieger, in dem Atalanta 1987/88 trotz der Finalniederlage gegen Neapel antrat, weil dieses als Meister im Europapokal der Landesmeister startete. Nach Siegen über Merthyr Tydfil FC, OFI Kreta und Sporting Lissabon scheiterte Atalanta, das zwischenzeitlich in die Serie B (Zweite Liga) abgestiegen war, erst im Halbfinale am späteren Gewinner KV Mechelen. Damit stellte der Klub einen Rekord ein: Als Zweitligist hatte es zuvor nur Cardiff City (1967) so weit im Europapokal geschafft.
In der Saison 2005/06 wurde Atalanta mit 81 Punkten Serie-B-Meister und stieg damit wieder in die Serie A auf. Dem neuerlichen Abstieg als 18. der Saison 2009/2010 folgte der sofortige Wiederaufstieg in die Eliteklasse im Jahr 2011. Zurück in der Serie A wurde Atalanta mit einem Abzug von sechs Punkten bestraft, da die Spieler Cristiano Doni und Thomas Manfredini verdächtigt wurden, in einen Wett- und Manipulationsskandal verwickelt zu sein. Der ehemalige Mannschafts-Kapitän Doni hat gestanden, zwei Serie-B-Spiele manipuliert zu haben, um so den Aufstieg zu sichern; der Verein habe davon allerdings nichts gewusst. Manfredini hingegen wurde von den Anschuldigungen freigesprochen. Für Atalanta Bergamo lief die Spielzeit 2011/12 recht zufriedenstellend, wurde die Saison doch trotz des Punkteabzuges auf dem 12. Tabellenplatz abgeschlossen. Auch in den Folgejahren sprangen Platzierungen im Mittelfeld der ersten italienischen Fußballliga heraus.
Nach der Verpflichtung von Gian Piero Gasperini als Cheftrainer im Sommer 2016 entwickelte sich Atalanta zu einem dauerhaften Anwärter für die internationalen Plätze.
Die Saison 2016/17 schloss Atalanta Bergamo auf dem vierten Tabellenplatz ab und sicherte sich somit die Möglichkeit zur Qualifikation für die UEFA Europa League 2017/18. Nach einem dritten Platz in der Serie A 2018/19 nahm der Verein in der Saison 2019/20 erstmals an der UEFA Champions League teil, wo Bergamo das Viertelfinale erreichte. Die Heimspiele fanden wegen des Umbaus des Stadions im Giuseppe-Meazza-Stadion in Mailand statt. In derselben Saison stand Bergamo erstmals seit 1996 wieder im Finale des italienischen Pokalwettbewerbs, verlor dort jedoch gegen Lazio Rom mit 0:2. Aufgrund dieser Erfolge wurde Trainer Gian Piero Gasperini 2019 und 2020 zu Italiens Trainer des Jahres gewählt. 
2019/20 und 2020/21 wurde Atalanta erneut jeweils Dritter der Serie A und verlor in der Saison 2020/21 erneut erst im Finale der Coppa Italia, diesmal gegen Juventus Turin. In der Hinrunde der Serie-A-Saison 2021/22 war Bergamo erneut auf Champions-League-Kurs. Aufgrund einer schwächeren Rückrunde beendete der Verein die Spielzeit auf dem achten Platz, was für Atalanta in Gasperinis Amtszeit das erstmalige Verfehlen des europäischen Wettbewerbs bedeutete.
In der Pokalsaison 2023/24 verlor Bergamo zum dritten Mal unter Gasperini das Finale des italienischen Pokalwettbewerbs, erneut gegen Juventus Turin. Dafür schaffte es Bergamo, ins Finale der UEFA Europa League 2023/24 einzuziehen und dort gegen Bayer 04 Leverkusen, das bis dahin in 51 Spielen in Serie wettbewerbsübergreifend ungeschlagen war, mit 3:0 den Europapokal zu gewinnen. Dies war damit zugleich der erste internationale Titel der Vereinsgeschichte.

## Spiel- und Trainingsstätten

### Historische Spielstätten
Erste Spielstätten waren von 1914 bis 1918 Sportplätze in der Via Maglio del Lotto und von 1919 bis 1928 im Stadtviertel Clementina.

### Stadion
Hauptartikel: Stadio di Bergamo

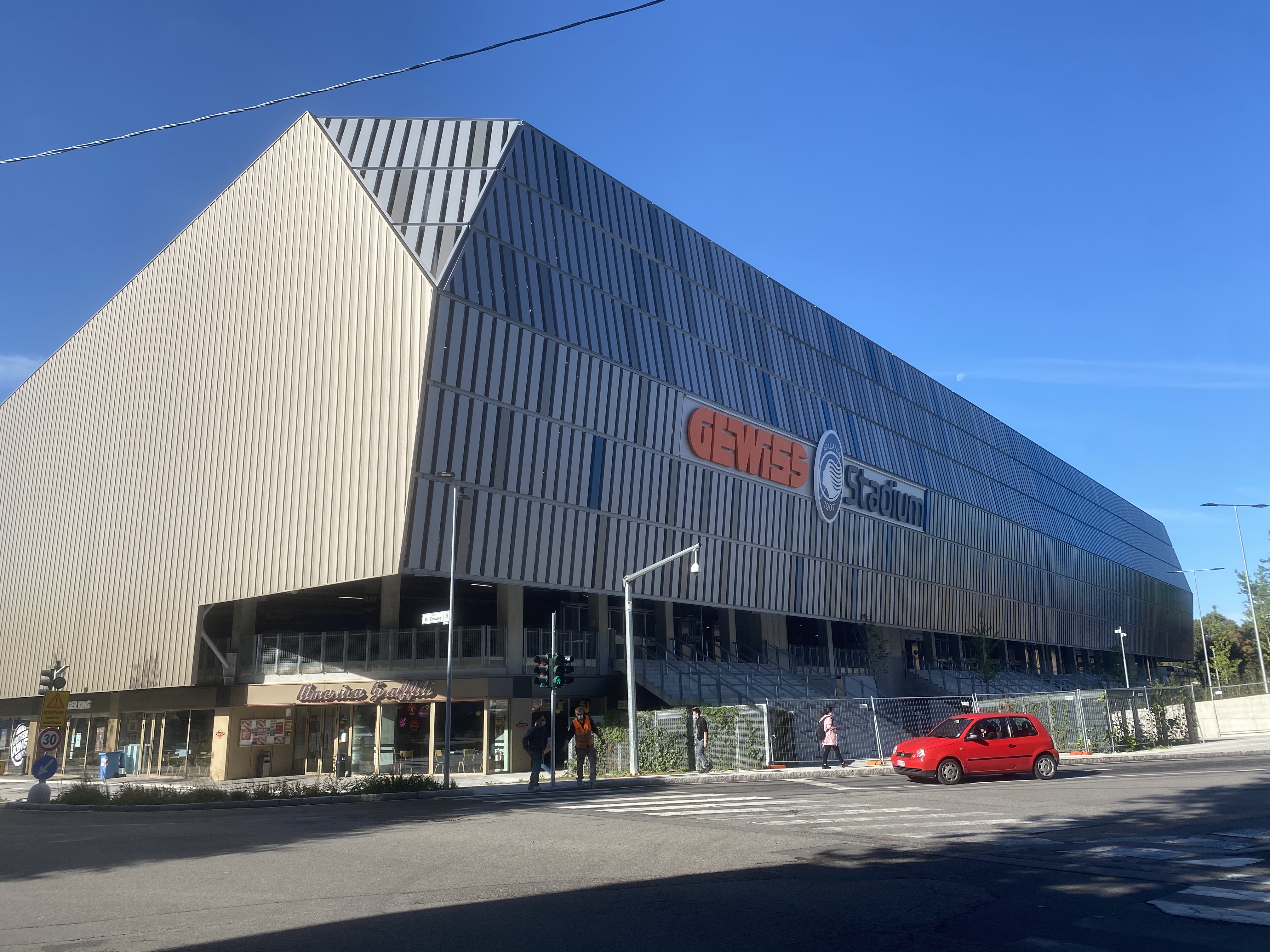
Stadio di Bergamo (2020)

Das unter dem heutigen Namen Stadio di Bergamo bekannte Stadio Atleti Azzurri d’Italia wurde von 1927 bis 1928 erbaut.
Im Laufe der Jahre wurde das Stadion immer wieder umgebaut und modernisiert. Im Mai 2017 erwarb Atalanta Bergamo die Anlage für 8,6 Mio. Euro von der Stadt. Im Kaufvertrag hat sich der Verein verpflichtet, das Stadion mit Rücksicht auf die historischen Gebäudeteile innerhalb von sechs Jahren komplett zu sanieren.
Ab 2019 wurde die Spielstätte modernisiert und bietet nach der 2024 abgeschlossenen Renovierung Platz für rund 25.000 Zuschauer. Da sich Atalanta für die UEFA Champions League 2019/20 qualifizieren konnte, wurden die Champions-League-Heimspiele aufgrund der Umbaumaßnahmen im 60 km entfernten Giuseppe-Meazza-Stadion in Mailand ausgetragen. Nach einer Begehung mit Offiziellen der UEFA durften die Heimspiele von Atalanta in der UEFA Champions League 2020/21 trotz der laufenden Umbaumaßnahmen wieder im Gewiss Stadium ausgetragen werden.
Im Sommer 2025 lief der Namensvertrag mit dem Elektrotechnikunternehmen Gewiss über sechs Jahre aus. Vor dem Saisonstart am 24. August 2025 gegen den Pisa Sporting Club soll ein neuer Namenspartner präsentiert werden. Bis dahin trägt es kurzzeitig den Namen Stadio di Bergamo.

## Daten und Fakten

### Vereinserfolge

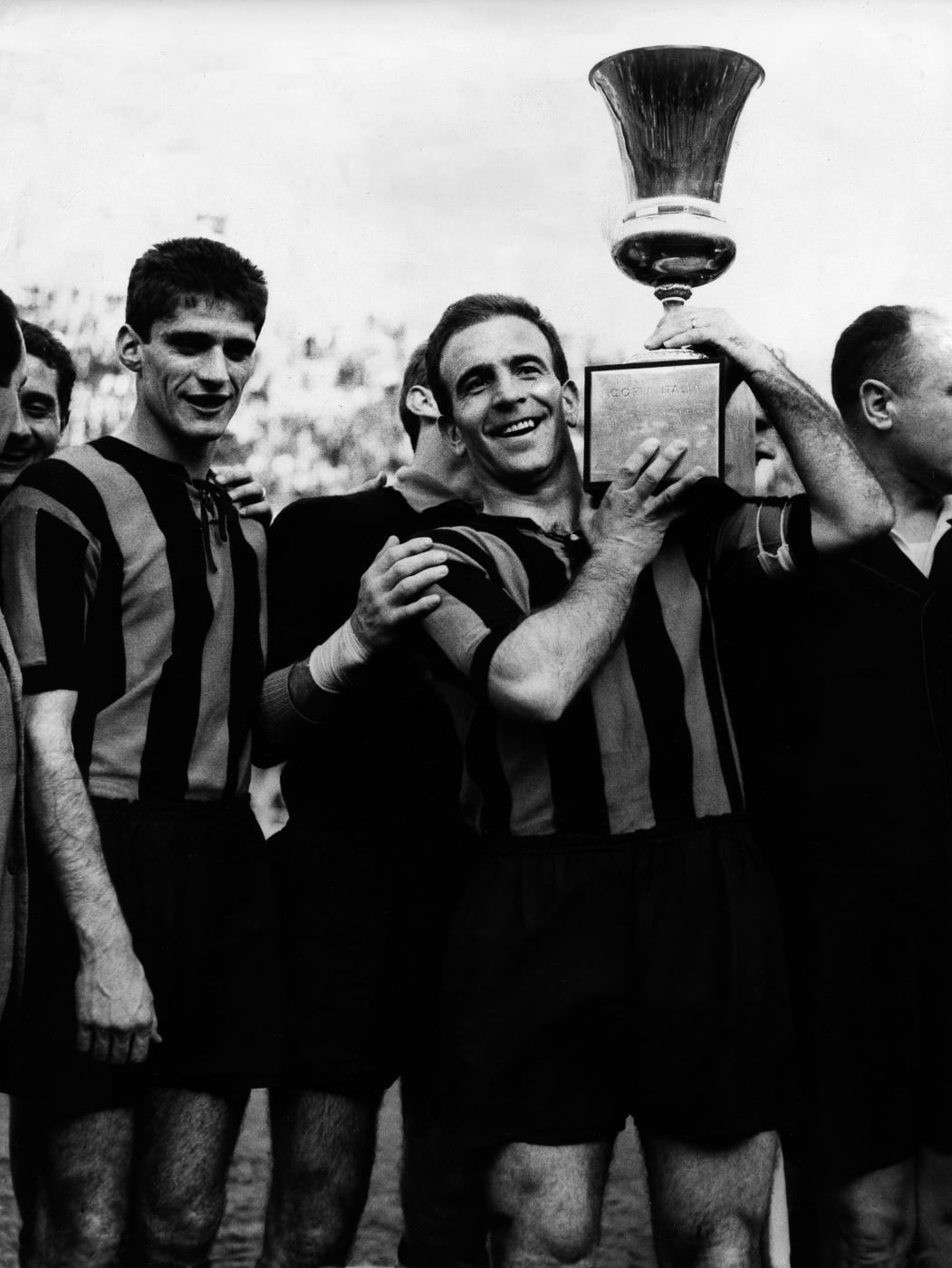
Die Mannschaft von Atalanta Bergamo nach dem Gewinn der Coppa Italia 1962/63

- UEFA Europa League: 2023/24
- Italienischer Pokal: 1962/63
 Finalteilnahmen: 1986/87, 1995/96, 2018/19, 2020/21, 2023/24
- Italienische Serie-B-Meisterschaft: 1939/40, 1958/59, 1983/84, 2005/06, 2010/11

### Jugendsystem
Die Jugendarbeit wird in Italien wie in Europa hoch angesehen. Ein Grundstein dafür war Anfang der 1990er-Jahre die Maßnahme des damaligen Präsidenten Antonio Percassi, künftige Investitionen vermehrt auf den Nachwuchs zu legen. Er konnte Fermo Favini überzeugen, Como Calcio zu verlassen und ihm die Verantwortung für den Jugendsektor zu überlassen.
Das Atalanta-Jugendsystem hat nicht nur die Produktion von Spielern für die erste Mannschaft erhöht, sondern half, in den wichtigsten nationalen Ligen mehrere Titel zu gewinnen. Von 1991 bis 2014 haben die verschiedenen Jugendmannschaften 17 nationale Titel geholt.

#### Erfolge der Jugendmannschaften
- Italienische Primavera-Meisterschaft: 1992/93, 1997/98, 2018/19, 2019/20
- Italienischer Primavera-Pokal: 1999/2000, 2000/01, 2002/03
- Torneo di Viareggio: 1969, 1993
- Campionato Berretti: 2005/06, 2009/10, 2012/13

### Personal

#### Kader der Saison 2024/25
Stand: 3. Februar 2025
| Nr.               | Nat.                    | Name                 | Geburtsdatum      | Im Verein seit | Vertrag bis |          |
| Torhüter          | Torhüter                | Torhüter             | Torhüter          | Torhüter       | Torhüter    | Torhüter |
| ----------------- | ----------------------- | -------------------- | ----------------- | -------------- | ----------- | -------- |
| 28                | Portugal                | Rui Patrício         | 15. Februar 1988  | 2024           | 2025        |          |
| 29                | Italien                 | Marco Carnesecchi    | 1. Juli 2000      | 2019           | 2028        |          |
| 31                | Italien                 | Francesco Rossi      | 27. April 1991    | 2009           | 2025        |          |
| Abwehrspieler     |                         |                      |                   |                |             |          |
| 02                | Italien                 | Rafael Tolói         | 10. Oktober 1990  | 2015           | 2025        |          |
| 03                | Elfenbeinküste          | Odilon Kossounou     | 4. Januar 2001    | 2024           | 2025        |          |
| 04                | Schweden                | Isak Hien            | 13. Januar 1999   | 2024           | 2028        |          |
| 05                | Osterreich              | Stefan Posch         | 14. Mai 1997      | 2025           | 2025        |          |
| 19                | Albanien                | Berat Djimsiti       | 19. Februar 1993  | 2016           | 2026        |          |
| 23                | Bosnien und Herzegowina | Sead Kolašinac       | 20. Juni 1993     | 2023           | 2026        |          |
| 42                | Italien                 | Giorgio Scalvini     | 11. Dezember 2003 | 2021           | 2028        |          |
| Mittelfeldspieler |                         |                      |                   |                |             |          |
| 06                | Ghana                   | Ibrahim Sulemana     | 22. Mai 2003      | 2024           | 2028        |          |
| 07                | Kolumbien               | Juan Cuadrado        | 26. Mai 1988      | 2024           | 2025        |          |
| 08                | Kroatien                | Mario Pašalić        | 9. Februar 1995   | 2020           | 2025        |          |
| 13                | Brasilien               | Éderson              | 7. Juli 1999      | 2022           | 2027        |          |
| 15                | Niederlande             | Marten de Roon       | 29. März 1991     | 2017           | 2026        |          |
| 16                | Italien                 | Raoul Bellanova      | 17. Mai 2000      | 2024           | 2029        |          |
| 22                | Italien                 | Matteo Ruggeri       | 11. Juli 2002     | 2020           | 2028        |          |
| 24                | Serbien                 | Lazar Samardžić      | 24. Februar 2002  | 2024           | 2025        |          |
| 27                | Italien                 | Marco Palestra       | 3. März 2005      | 2024           |             |          |
| 44                | Italien                 | Marco Brescianini    | 20. Januar 2000   | 2024           | 2025        |          |
| 77                | Italien                 | Davide Zappacosta    | 11. Juni 1992     | 2021           | 2025        |          |
| Stürmer           |                         |                      |                   |                |             |          |
| 09                | Italien                 | Gianluca Scamacca    | 1. Januar 1999    | 2023           | 2027        |          |
| 11                | Nigeria                 | Ademola Lookman      | 20. Oktober 1997  | 2022           | 2027        |          |
| 17                | Belgien                 | Charles De Ketelaere | 10. März 2001     | 2023           | 2028        |          |
| 32                | Italien                 | Mateo Retegui        | 29. April 1999    | 2024           | 2028        |          |
| 70                | Italien                 | Daniel Maldini       | 11. Oktober 2001  | 2025           | 2029        |          |

### Ehemalige Spieler (Auswahl)
- Demetrio Albertini
- Alemão
- Amedeo Amadei
- Stefano Angeleri
- Carlo Annovazzi
- Angelo Anquilletti
- Edgar Barreto
- Musa Barrow
- Daniele Baselli
- Migjen Basha
- Adriano Bassetto
- Alessandro Bastoni
- Gianpaolo Bellini
- Etrit Berisha
- Rolando Bianchi
- Tebaldo Bigliardi
- Jérémie Boga
- Giacomo Bonaventura
- Marco Borriello
- Igor Budan
- Antonio Cabrini
- Nicola Caccia
- Mattia Caldara
- Claudio Caniggia
- Emilio Caprile
- Carlos Carmona
- Massimo Carrera
- Giuseppe Casari
- Timothy Castagne
- Alessio Cerci
- Carlo Ceresoli
- Luca Cigarini
- Sergio Clerici
- Andrea Consigli
- Kewullay Conteh
- Andrea Conti
- Dino da Costa
- Giulio Corsini
- Andreas Cornelius
- Bryan Cristante
- Lennart Czyborra
- Ousmane Dabo
- Merih Demiral
- Amad Diallo
- Alessandro Diamanti
- Angelo Domenghini
- Roberto Donadoni
- Massimo Donati
- Cristiano Doni
- Boukary Dramé
- Edmondo Fabbri
- Fabrizio Ferron
- Sergio Floccari
- Alberto Fontana
- Daniele Fortunato
- Claudio Foscarini
- Trevor Francis
- Remo Freuler
- Manolo Gabbiadini
- Roberto Gagliardini
- Maurizio Ganz
- György Garics
- Carmine Gautieri
- Papu Gómez
- Robin Gosens
- Tiberio Guarente
- Bengt Gustavsson
- Nicolas Haas
- Hans Hateboer
- José Óscar Herrera
- Gerry Hitchens
- Rasmus Højlund
- Roger Ibañez
- Josip Iličić
- Filippo Inzaghi
- Simone Inzaghi
- Franck Kessié
- Simon Kjær
- Teun Koopmeiners
- Jasmin Kurtić
- Francesco Janich
- Hasse Jeppson
- Dejan Kulusevski
- Andrea Lazzari
- Marko Livaja
- Gianluigi Lentini
- Gianfranco Leoncini
- Cristiano Lucarelli
- Armando Madonna
- Joakim Mæhle
- Federico Magallanes
- Ruslan Malinowskyj
- Gianluca Mancini
- Andrea Mandorlini
- Rino Marchesi
- Giacomo Mari
- Humberto Maschio
- Andrea Masiello
- Giuseppe Meazza
- Luigi Milan
- Alexei Mirantschuk
- Emiliano Mondonico
- Paolo Montero
- Riccardo Montolivo
- Christian Mora
- Maximiliano Moralez
- Domenico Morfeo
- Marco Motta
- Luis Muriel
- Bortolo Mutti
- Flemming Nielsen
- Bertil Nordahl
- Riccardo Orsolini
- Simone Padoin
- Gabriel Paletta
- Alberto Paloschi
- Simone Pavan
- Giampaolo Pazzini
- Ivan Pelizzoli
- Maximiliano Pellegrino
- Federico Peluso
- Marino Perani
- Adriano Pereira
- Joakim Persson
- Matteo Pessina
- Andrea Petagna
- Jan Peters
- Inácio Piá
- Ferreira Pinto
- Mauricio Pinilla
- Pierluigi Pizzaballa
- Cesare Prandelli
- Robert Prytz
- Ivan Radovanović
- Poul Åge Rasmussen
- Claudio Rivalta
- Cristian Romero
- Valerio Lorenzo Rosseti
- Fausto Rossini
- Giuseppe Savoldi
- Gaetano Scirea
- Ezequiel Schelotto
- Andrea Soncin
- Leonardo Spinazzola
- Marco Sportiello
- Guglielmo Stendardo
- Glenn Strömberg
- Boško Šutalo
- Alessio Tacchinardi
- Fernando Tissone
- James Troisi
- Jaime Valdés
- Nicola Ventola
- Christian Vieri
- József Viola
- Davor Vugrinec
- Mario Yepes
- Riccardo Zampagna
- Duván Zapata
- Davide Zappacosta
- Simone Zaza
- Cristian Zenoni
- Damiano Zenoni

### Trainerhistorie
| Cheftrainer | Cheftrainer |
| Amtszeit    | Name |
| ----------- | --- |
| 1924–1927   | Cesare Lovati |
| 1927–1928   | Imre Payer Enrico Tirabassi                                                                                       |
| 1929–1930   | Aldo Cevenini |
| 1930–1932   | József Viola |
| 1932–1933   | József Viola Imre Payer                                                                                           |
| 1933–1935   | Angelo Mattea |
| 1935–1936   | Imre Payer |
| 1936–1938   | Ottavio Barbieri                                                                                                  |
| 1938–1939   | Géza Kertész |
| 1939–1941   | Ivo Fiorentini |
| 1941–1945   | János Nehadoma |
| 1945–1946   | János Nehadoma Giuseppe Meazza Luis Monti                                                                         |
| 1946–1947   | Luis Monti Ivo Fiorentini                                                                                         |
| 1947–1948   | Ivo Fiorentini |
| 1948–1949   | Ivo Fiorentini Alberto Citterio Carlo Carcano                                                                     |
| 1949–1950   | Giovanni Varglien                                                                                                 |
| 1950–1951   | Giovanni Varglien Luigi Tentorio und Francesco Simonetti Denis Charles Neville                                    |
| 1951–1952   | Denis Charles Neville Carlo Ceresoli                                                                              |
| 1952–1953   | Luigi Ferrero |
| 1953–1954   | Luigi Ferrero Francesco Simonetti und Luigi Tentorio (Technischer Direktor)                                       |
| 1954–1956   | Luigi Bonizzoni                                                                                                   |
| 1956–1957   | Luigi Bonizzoni Carlo Rigotti                                                                                     |
| 1957–1958   | Carlo Rigotti Giuseppe Bonomi Carlo Rigotti Giuseppe Bonomi Karl Adamek und Luigi Tentorio (Technischer Direktor) |
| 1958–1959   | Karl Adamek |
| 1959–1962   | Ferruccio Valcareggi                                                                                              |
| 1962–1963   | Paolo Tabanelli                                                                                                   |
| 1963–1964   | Carlo Alberto Quario Carlo Ceresoli                                                                               |
| 1964–1965   | Ferruccio Valcareggi                                                                                              |
| 1965–1966   | Ettore Puricelli Stefano Angeleri                                                                                 |
| 1966–1967   | Stefano Angeleri                                                                                                  |
| 1967–1968   | Paolo Tabanelli Stefano Angeleri                                                                                  |

| Cheftrainer | Cheftrainer                                                 |
| Amtszeit    | Name                                                        |
| ----------- | ----------------------------------------------------------- |
| 1968–1969   | Stefano Angeleri Silvano Moro Carlo Ceresoli                |
| 1969–1970   | Corrado Viciani Renato Gei Battista Rota                    |
| 1970–1973   | Giulio Corsini                                              |
| 1973–1974   | Giulio Corsini Heriberto Herrera                            |
| 1974–1975   | Heriberto Herrera Angelo Piccioli                           |
| 1975–1976   | Giancarlo Cadè Gianfranco Leoncini                          |
| 1976–1980   | Battista Rota                                               |
| 1980–1981   | Bruno Bolchi Giulio Corsini                                 |
| 1981–1983   | Ottavio Bianchi                                             |
| 1983–1987   | Nedo Sonetti                                                |
| 1987–1990   | Emiliano Mondonico                                          |
| 1990–1991   | Pierluigi Frosio Bruno Giorgi                               |
| 1991–1992   | Bruno Giorgi                                                |
| 1992–1993   | Marcello Lippi                                              |
| 1993–1994   | Francesco Guidolin Andrea Valdinoci und Cesare Prandelli    |
| 1994–1998   | Emiliano Mondonico                                          |
| 1998–1999   | Bortolo Mutti                                               |
| 1999–2002   | Giovanni Vavassori                                          |
| 2002–2003   | Giovanni Vavassori Giancarlo Finardi                        |
| 2003–2004   | Andrea Mandorlini                                           |
| 2004–2005   | Andrea Mandorlini Delio Rossi                               |
| 2005–2007   | Stefano Colantuono                                          |
| 2007–2009   | Luigi Delneri                                               |
| 2009–2010   | Angelo Gregucci Antonio Conte Valter Bonacina Bortolo Mutti |
| 2010–2014   | Stefano Colantuono                                          |
| 2014–2015   | Stefano Colantuono Edoardo Reja                             |
| 2015–2016   | Stefano Colantuono Edoardo Reja                             |
| 2016–2025   | Gian Piero Gasperini                                        |
| 2025–       | Ivan Jurić                                                  |

### Präsidentenhistorie

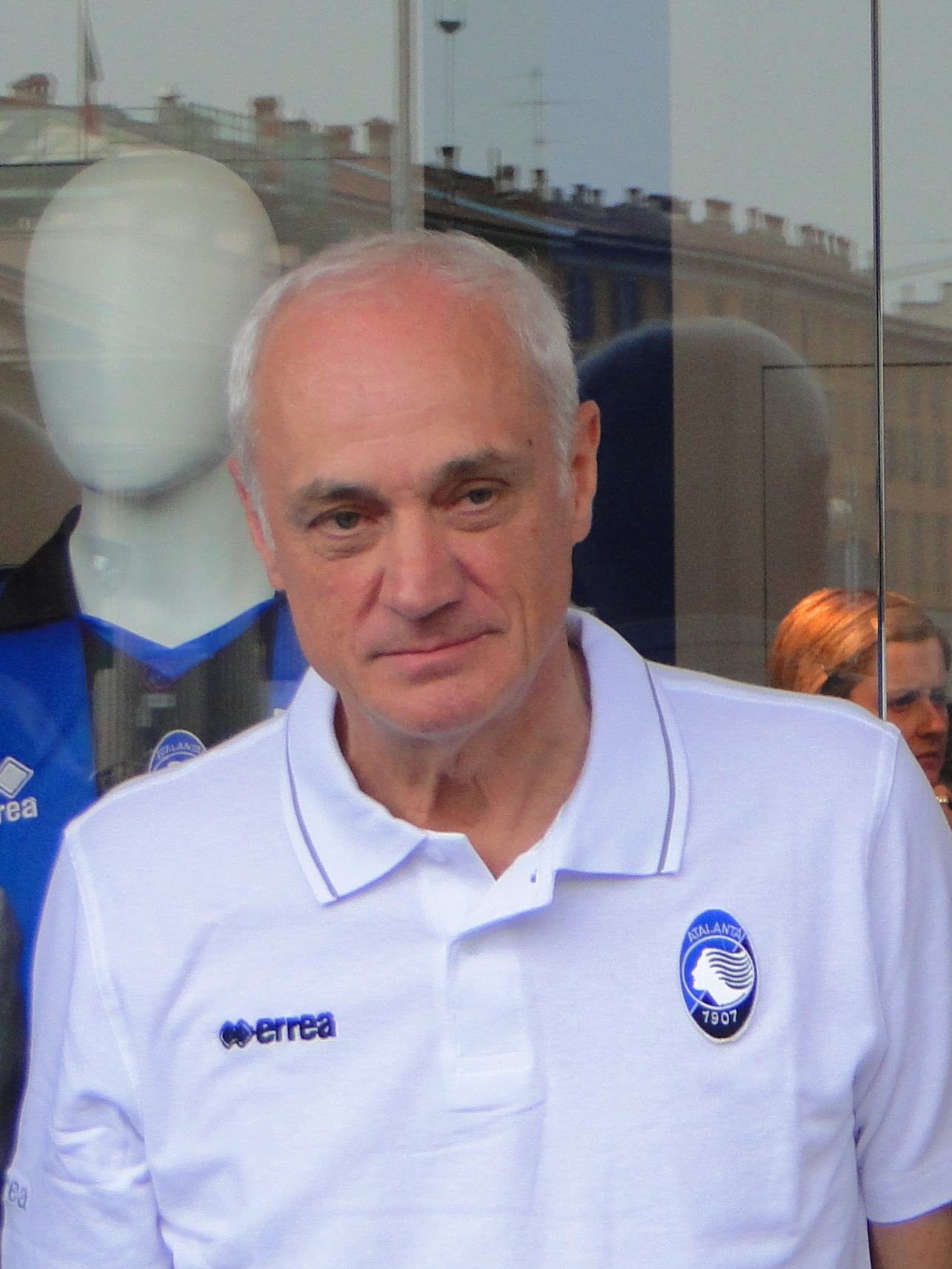
Antonio Percassi

| Präsidenten       | Präsidenten |
| Name              | Amtszeit    |
| ----------------- | ----------- |
| Enrico Luchsinger | 1920–1921   |
| Antonio Gambirasi | 1926–1928   |
| Pietro Capoferri  | 1928–1930   |
| Antonio Pesenti   | 1930–1932   |
| Emilio Santi      | 1932–1935   |
| Lamberto Sala     | 1935–1938   |
| Nardo Bertoncini  | 1938–1944   |
| Guerino Oprandi   | 1944–1945   |
| Daniele Turani    | 1945–1964   |
| Attilio Vicentini | 1964–1969   |

| Präsidenten             | Präsidenten |
| Name                    | Amtszeit    |
| ----------------------- | ----------- |
| Giacomo „Mino“ Baracchi | 1969–1970   |
| Achille Bortolotti      | 1970–1974   |
| Enzo Sensi              | 1974–1975   |
| Achille Bortolotti      | 1975–1980   |
| Cesare Bortolotti       | 1980–1990   |
| Achille Bortolotti      | 1990        |
| Antonio Percassi        | 1990–1994   |
| Ivan Ruggeri            | 1994–2008   |
| Alessandro Ruggeri      | 2008–2010   |
| Antonio Percassi        | 2010–       |

### Vereinsrekorde
- In der Serie A:
  - Meiste Punkte in einer Saison: 78 in der Saison 2019/20
  - Höchster Sieg: 0:7 FC Turin – Atalanta Bergamo in der Saison 2019/20
  - Höchste Niederlage: 9:1 AC Turin – Atalanta Bergamo in der Saison 1941/42
  - Rekordspieler: Stefano Angeleri mit 283 Einsätzen
  - Rekordtorschütze: Cristiano Doni mit 83 Toren
  - Meiste Tore in einer Saison: Filippo Inzaghi mit 24 Toren in der Saison 1996/97

### Europapokalbilanz
| Saison  | Wettbewerb                  | Runde                  | Gegner              | Gesamt          | Hin     | Rück    |
| ------- | --------------------------- | ---------------------- | ------------------- | --------------- | ------- | ------- |
| 1963/64 | Europapokal der Pokalsieger | 1. Runde               | Sporting Lissabon   | 4:6             | 2:0 (H) | 1:3 (A) |
| 1963/64 | Europapokal der Pokalsieger | 1. Runde               | Sporting Lissabon   | 4:6             | 1:3 (N) |         |
| 1987/88 | Europapokal der Pokalsieger | 1. Runde               | Merthyr Tydfil FC   | 3:2             | 1:2 (A) | 2:0 (H) |
| 1987/88 | Europapokal der Pokalsieger | 2. Runde               | OFI Kreta           | 2:1             | 0:1 (A) | 2:0 (H) |
| 1987/88 | Europapokal der Pokalsieger | Viertelfinale          | Sporting Lissabon   | 3:1             | 2:0 (H) | 1:1 (A) |
| 1987/88 | Europapokal der Pokalsieger | Halbfinale             | KV Mechelen         | 2:4             | 1:2 (A) | 1:2 (H) |
| 1989/90 | UEFA-Pokal                  | 1. Runde               | Spartak Moskau      | 0:2             | 0:0 (H) | 0:2 (A) |
| 1990/91 | UEFA-Pokal                  | 1. Runde               | Dinamo Zagreb       | (a)1:1(a)       | 0:0 (H) | 1:1 (A) |
| 1990/91 | UEFA-Pokal                  | 2. Runde               | Fenerbahçe Istanbul | 5:1             | 1:0 (A) | 4:1 (H) |
| 1990/91 | UEFA-Pokal                  | 3. Runde               | 1. FC Köln          | 2:1             | 1:1 (A) | 1:0 (H) |
| 1990/91 | UEFA-Pokal                  | Viertelfinale          | Inter Mailand       | 0:2             | 0:0 (H) | 0:2 (A) |
| 2017/18 | UEFA Europa League          | Gruppenphase           | FC Everton          | 8:1             | 3:0 (H) | 5:1 (A) |
| 2017/18 | UEFA Europa League          | Gruppenphase           | Olympique Lyon      | 2:1             | 1:1 (A) | 1:0 (H) |
| 2017/18 | UEFA Europa League          | Gruppenphase           | Apollon Limassol    | 4:2             | 3:1 (H) | 1:1 (A) |
| 2017/18 | UEFA Europa League          | Sechzehntelfinale      | Borussia Dortmund   | 3:4             | 2:3 (A) | 1:1 (H) |
| 2018/19 | UEFA Europa League          | 2. Qualifikationsrunde | FK Sarajevo         | 10:2            | 2:2 (H) | 8:0 (A) |
| 2018/19 | UEFA Europa League          | 3. Qualifikationsrunde | Hapoel Haifa        | 6:1             | 4:1 (A) | 2:0 (H) |
| 2018/19 | UEFA Europa League          | Play-offs              | FC Kopenhagen       | 0:0 (3:4 i. E.) | 0:0 (H) | 0:0 (A) |
| 2019/20 | UEFA Champions League       | Gruppenphase           | Dinamo Zagreb       | 2:4             | 0:4 (A) | 2:0 (H) |
| 2019/20 | UEFA Champions League       | Gruppenphase           | Schachtar Donezk    | 4:2             | 1:2 (H) | 3:0 (A) |
| 2019/20 | UEFA Champions League       | Gruppenphase           | Manchester City     | 2:6             | 1:5 (A) | 1:1 (H) |
| 2019/20 | UEFA Champions League       | Achtelfinale           | FC Valencia         | 8:4             | 4:1 (H) | 4:3 (A) |
| 2019/20 | UEFA Champions League       | Viertelfinale          | Paris Saint-Germain | 1:2             |         |         |
| 2020/21 | UEFA Champions League       | Gruppenphase           | FC Midtjylland      | 5:1             | 4:0 (H) | 1:1 (A) |
| 2020/21 | UEFA Champions League       | Gruppenphase           | Ajax Amsterdam      | 3:2             | 2:2 (H) | 1:0 (A) |
| 2020/21 | UEFA Champions League       | Gruppenphase           | FC Liverpool        | 2:5             | 0:5 (H) | 2:0 (A) |
| 2020/21 | UEFA Champions League       | Achtelfinale           | Real Madrid         | 1:4             | 0:1 (H) | 1:3 (A) |
| 2021/22 | UEFA Champions League       | Gruppenphase           | FC Villarreal       | 4:5             | 2:2 (A) | 2:3 (H) |
| 2021/22 | UEFA Champions League       | Gruppenphase           | BSC Young Boys      | 4:3             | 1:0 (H) | 3:3 (A) |
| 2021/22 | UEFA Champions League       | Gruppenphase           | Manchester United   | 4:5             | 2:3 (H) | 2:2 (A) |
| 2021/22 | UEFA Europa League          | Finalrunden-Playoffs   | Olympiakos Piräus   | 5:1             | 2:1 (H) | 3:0 (A) |
| 2021/22 | UEFA Europa League          | Achtelfinale           | Bayer 04 Leverkusen | 4:2             | 3:2 (H) | 1:0 (A) |
| 2021/22 | UEFA Europa League          | Viertelfinale          | RB Leipzig          | 1:3             | 1:1 (A) | 0:2 (H) |
| 2023/24 | UEFA Europa League          | Gruppenphase           | Rakow Czestochowa   | 6:0             | 2:0 (H) | 4:0 (A) |
| 2023/24 | UEFA Europa League          | Gruppenphase           | Sporting Lissabon   | 3:2             | 2:1 (A) | 1:1 (H) |
| 2023/24 | UEFA Europa League          | Gruppenphase           | Sturm Graz          | 3:2             | 2:2 (A) | 1:0 (H) |
| 2023/24 | UEFA Europa League          | Achtelfinale           | Sporting Lissabon   | 3:2             | 1:1 (A) | 2:1 (H) |
| 2023/24 | UEFA Europa League          | Viertelfinale          | FC Liverpool        | 3:1             | 3:0 (A) | 0:1 (H) |
| 2023/24 | UEFA Europa League          | Halbfinale             | Olympique Marseille | 4:1             | 1:1 (A) | 3:0 (H) |
| 2023/24 | UEFA Europa League          | Finale                 | Bayer 04 Leverkusen | 3:0             | 3:0 (N) | 3:0 (N) |
| 2024/25 | UEFA Champions League       | Ligaphase              | FC Arsenal          | 0:0             | (H)     |         |
| 2024/25 | UEFA Champions League       | Ligaphase              | Schachtar Donezk    | 3:0             | (A)     |         |
| 2024/25 | UEFA Champions League       | Ligaphase              | Celtic Glasgow      | 0:0             | (H)     |         |
| 2024/25 | UEFA Champions League       | Ligaphase              | VfB Stuttgart       | 2:0             | (A)     |         |
| 2024/25 | UEFA Champions League       | Ligaphase              | BSC Young Boys      | 6:1             | (A)     |         |
| 2024/25 | UEFA Champions League       | Ligaphase              | Real Madrid         | 2:3             | (H)     |         |
| 2024/25 | UEFA Champions League       | Ligaphase              | SK Sturm Graz       | 5:0             | (H)     |         |
| 2024/25 | UEFA Champions League       | Ligaphase              | FC Barcelona        | 2:2             | (A)     |         |
| 2024/25 | UEFA Champions League       | Play-offs              | FC Brügge           | 2:5             | 1:2 (A) | 1:3 (H) |

Gesamtbilanz: 86 Spiele, 38 Siege, 25 Unentschieden, 23 Niederlagen, 152:100 Tore (Tordifferenz +52)

## Weiteres

### Fan-Freundschaften
Es besteht seit 2000 ein Ultra-Fanbündnis zwischen Atalanta-Fans, Fans des deutschen Bundesligateams Eintracht Frankfurt und Fans des österreichischen Bundesligisten FC Wacker Innsbruck, das bis heute gepflegt wird. So trifft man in Frankfurt und Innsbruck oft auf Schals der Curva Nord und in Bergamo auf Anhänger aus Frankfurt und Innsbruck.

## Zweite Mannschaft
Um die Kontinuität der Jugendausbildung ab der Primavera-Jugendmannschaft (U19) vorzusetzen, beantragte Atalanta am 14. Juli 2023 die Aufnahme einer zweiten Mannschaft in die Serie C. Dieser Antrag wurde am 4. August 2023 angenommen und die zweite Mannschaft trat in der Spielzeit 2023/24 erstmals in der Serie C an. Dadurch ist Atalanta Bergamo nach Juventus Turin der zweite Verein in Italien, welcher über eine zweite Mannschaft verfügt. Die Heimspiele trägt die Mannschaft im Stadio Comunale in der Gemeinde Caravaggio aus.